# Lascasas
Lascasas es una localidad de la comarca Hoya de Huesca que pertenece al municipio de Monflorite-Lascasas en la provincia de Huesca. Situada en un llano próximo al río Flumen, su distancia a Huesca es de 5 km.

## Geografía humana

### Demografía
| Gráfica de evolución demográfica de Lascasas entre 1842 y 1960 |
| |
| Población de derecho según los censos de población del INE Población de hecho según los censos de población del INEEn este censo se denominaba Las Casas: 1842 Entre el censo de 1857 y el anterior, crece el término del municipio porque incorpora a 225164 (Los Molinos) y 225198 (Pompenillo) Entre el censo de 1970 y el anterior, este municipio desaparece porque se agrupa en el municipio 22156 (Monflorite Lascasas) |

| 1970 | 2000 | 2001 | 2002 | 2003 | 2004 |
| ---- | ---- | ---- | ---- | ---- | ---- |
| 91   | 38   | 37   | 34   | 33   | 32   |

## Historia
- En octubre de 1095 la condesa Sancha dio al monasterio de Santa Cruz de la Serós la villa de "Ascasas" (UBIETO ARTETA, Cartulario de Santa Cruz de la Serós, nº 15, p. 34)
- En 1610 seguía perteneciendo a las monjas de Santa Cruz de la Serós (LABAÑA, p. 58)
- En 1845 se le unen Molinos y Pompenillo
- 1960 - 1970 se fusiona con Monflorite para formar el nuevo municipio de Monflorite-Lascasas, con capitalidad en Monflorite

## Monumentos
- Parroquia dedicada a San Bartolomé